# Albendazol
Albendazol (anglicky Albendazole) je širokospektrální antiparazitikum ze skupiny benzimidazolů s účinkem proti střevním a tkáňovým červům a částečným působením proti některým parazitickým prvokům. Mechanismus účinku albendazolu spočívá v inhibici polymerace tubulinu v těle parazitů, což vede k rozvratu metabolismu a následné smrti parazita.

## Indikace
Přestože je albendazol širokospektrální anthelmintikum a je účinný jak proti řadě střevních hlístic, tak i některým tasemnicím a motolicím, je jeho použití u lidí omezeno jen na některé parazitózy. Ve veterinární medicíně se používá především k odčervení přežvýkavců. Mimo helminty, působí také proti prvokům Giardia intestinalis a mikrosporidiím.

### Indikace v humánní medicíně
- Ancylostoma spp.[4][5]
- Ascaris lumbricoides[4][5]
- Encephalitozoon intestinalis[6] (terapeuticky i preventivně proti mikrosporidióze u pacinetů s AIDS)
- Enterobius vermicularis[4][5]
- Echinococcus granulosus[5][7]
- Echinococcus multilocularis[5][7]
- Hymenolepis nana[4]
- Necator americanus[4][5]
- Strongyloides stercoralis[4][5]
- Taenia solium (cysticerkóza)[4][5]
- Trichuris trichiura[4][5]
- Wuchereria bancrofti[5][8]

### Indikace ve veterinární medicíně

#### Skot, ovce, kozy a další přežvýkavci
- všechny GIT hlístice (Bunostomum phlebotomum, Chabertia ovina, Cooperia oncophora, C. punctata, Haemonchus contortus, H. placei, Marshallagia marshalli, Nematodirus spathiger, N. filicollis, N. helvetianus, Oesophagostomum columbianum, O. radiatum, Ostertagia ostertagi, Teladorsagia circumcinta, Trichostrongylus axei, T. colubriformis )[9][10]
- plicní nematodi (Dictyocaulus viviparus, Dictyocaulus filaria)[9][10], Protostrongylidae (malé plicnivky)[11]
- tasemnice Moniezia expansa, Moniezia benedeni[9][10]
- motolice Fasciola hepatica[10] (pouze proti dospělým červům starším 12 týdnů), Fascioloides magna[10] (pouze proti dospělým stádiím), Dicrocoelium dendriticum[12]

#### Psi
- Giardia intestinalis (pouze experimentálně, není komerční přípravek)

## Nežádoucí účinky, toxicita
U ovcí, myší a potkanů byl zjištěn teratogenní a embryotoxický účinek. Nebyl prokázán žádný kancerogenní účinek.

## Kontraindikace
Albendazol je kontraindikován v prvních 30 dnech březosti u ovcí a koz a prvních 45 dní gravidity u skotu. Albendazol se nesmí podávat ovcím, jejichž mléko je určeno k lidské spotřebě.
U žen je kontraindikován po celou dobu těhotenství. Rovněž se nesmí použít u osob s hypersenzitivitou na benzimidazoly. Není doporučován u dětí do 2 let.
Hlavním důvodem pro zákaz užívání albendazolu během těhotenství je zjištění teratogenity a embryotoxicity u myší, potkanů a ovcí. Přesto však neexistují přímé důkazy, že by albedazol mohl ovlivnit vývoj plodu u žen. Navíc z několika studií v Asii nebyly u těhotných žen léčených albendazolem zjištěny častější potraty. Rovněž u skotu nebyla teratogenita prokázána. Některé farmaceutické firmy již změnily v příbalových informacích u albendazolu změnu kontraindikace albendazolu z prvních 45 dní gravidity krav na 30 dní, někde byla kontraindikace u březích krav zrušena úplně.

## Ochranná lhůta
Albendazol se metabolizuje v organismu na albendazolsulfoxid a albendazolsulfon. V případě terapie masných či mléčných zvířat mohou zůstávat rezidua albendazolu v mase nebo přecházet do mléka. Proto při léčbě hospodářských zvířat je nutno vždy počítat s ochrannou lhůtou pro maso, orgány a mléko. V Evropské unii vychází legislativa pro anthelmintika z Nařízení Evropského parlamentu a Rady (ES) č. 470/2009 ze dne 6. května 2009, kterým se stanoví postupy Společenství pro stanovení limitů reziduí farmakologicky účinných látek v potravinách živočišného původu. Ta udává maximální retenční limity (MRL) pro albendazol 100 μg/kg pro maso i mléko. Ochranné lhůty se pak vypočítávají právě na základě těchto MRL. Nicméně ochranná lhůta se liší u přípravků v závislosti na výrobci a příslušné zemi. Pro kravské mléko je to 60 hodin až 4 dny. Pro maso od 14 do 30 dní.

## Komerční preparáty obsahující albendazol
- v humánní medicíně: originální přípravek ZENTEL® (generika např.: Alben®, Albenza®, Aldazon®, Alworm®, Andazol®, Eskazole®, Fintel®, Zirkon®)
- ve veterinární medicíně: originální přípravek VALBAZEN® (generika např.: Albacert®, Albesure®, Albex®, Aldifal®, Vermitan®)